# Information Commissioner's Office
Pour les articles homonymes, voir ICO.
L'Information Commissioner's Office (ou ICO, et écrit ico.) est un organisme public non ministériel (non-departmental public body) au Royaume-Uni, qui rend compte directement au Parlement et est financé par le ministère de la Justice. C'est un bureau de régulation chargé du Data Protection Act de 1998, des Privacy and Electronic Communications Regulations mis en place en 2003 au Royaume-Uni, du Freedom of Information Act (2000) et des Environmental Information Regulations (2004) en Angleterre, au Pays de Galles et en Irlande du Nord (voire en Écosse dans certains cas).